# Editorial de Amnistía Internacional
La Editorial De Amnistía Internacional (EDAI) es una empresa privada creada por Amnistía Internacional para la traducción de documentos y la publicación de material al mundo hispanohablante.
Tiene su sede en Madrid, España y cuenta entre sus principales clientes a la Sección Española de Amnistía Internacional y a otras secciones americanas.